# 鞠鍾男
鞠 鍾男（クク・チョンナム、1937年5月8日 - 2024年1月7日）は、大韓民国の実業家、映画プロデューサー、政治家。第14代韓国国会議員。
本貫は潭陽鞠氏。漢字表記は鞠鍾南とも。同じく実業家・政治家で、第4代国会議員を務めた鞠快男は兄で、兄弟共に大韓劇場を経営したことがある。

## 経歴
日本統治時代の全羅南道潭陽郡出身。光州西中学校、光州一高、延世大学校法学科、カンザスシティ大学卒。韓国各地で映画館を運営していた株式会社世紀商事の代表理事・常務・社長のほか、サムソン旅客代表理事、テイルフィルム代表理事、テイルテル代表理事、全国弓道協会副会長・ソウル市協会会長、鞠氏ソウル宗親会会長、民主党院内副総務・運営委員、国民統合21発起人を務めた。ベトナム戦争を描く映画『ホワイト・バッジ』のプロデューサーでもあった。
2024年1月7日、一山の自宅で死去。享年87。

## 不祥事
1997年、96年のテイルフィルムを経営した時、27億ウォン相当の手形と当座小切手を無断発行した後、不渡りの容疑により拘束令状が請求された。翌年9月、23億ウォン相当分の不渡りと映画制作の名目で劇場代表から3億8千万ウォンを横取りしたことで詐欺罪の成立が認められ、ソウル地方法院により懲役4年の刑を言い渡された。